# 希什基夫齊 (特諾皮爾州)
48°42′31″N 26°1′47″E / 48.70861°N 26.02972°E
希什基夫齊（羅馬化：Shyshkivtsi）是烏克蘭的村落，位於該國西部捷爾諾波爾州，由喬爾特基夫區負責管轄，處於尼奇拉瓦河畔，距離斯科夫亞廷和胡迪伊夫齊0.5公里，面積1.33平方公里，海拔高度161米，2001年人口263。